# Qin Zhijian
Qin Zhijian (chinesisch 秦志戩 / 秦志戬, Pinyin Qín Zhìjiăn; * 5. Oktober 1976 in Zhenjiang) ist ein ehemaliger chinesischer Tischtennisspieler. Er spielte erfolgreich im Herren- und Mixed-Doppel.
Mit Yang Ying gewann er im Mixed bei der Weltmeisterschaft 1999 Bronze, 2001 wurde das Paar Weltmeister. 2003 holte Qin Zhijian nochmals Bronze im Mixed, diesmal mit Niu Jianfeng. Anfang 2006 beendete er seine Karriere als Leistungssportler um in der Folge als Trainer weiter zu arbeiten.
Qin ist seit Frühjahr 2017 Cheftrainer der Herren-Nationalmannschaft und langjähriger Trainer von Ma Long.

## Turnierergebnisse
| Verband | Veranstaltung         | Jahr | Ort             | Land | Einzel        | Doppel        | Mixed      | Team |
| ------- | --------------------- | ---- | --------------- | ---- | ------------- | ------------- | ---------- | ---- |
| CHN     | Pro Tour              | 2003 | Malmö           | SWE  | letzte 64     | Viertelfinale |            |      |
| CHN     | Pro Tour              | 2003 | Aarhus          | DEN  | letzte 64     | Viertelfinale |            |      |
| CHN     | Pro Tour              | 2003 | Bremen          | GER  | letzte 64     | Viertelfinale |            |      |
| CHN     | Pro Tour              | 2002 | Farum           | DEN  | letzte 32     | Gold          |            |      |
| CHN     | Pro Tour              | 2002 | Warschau        | POL  | letzte 32     | Gold          |            |      |
| CHN     | Pro Tour              | 2002 | Fort Lauderdale | USA  | Silber        | Halbfinale    |            |      |
| CHN     | Pro Tour              | 2002 | Qingdao City    | CHN  | Silber        | Viertelfinale |            |      |
| CHN     | Pro Tour              | 1999 | Linz/Wels       | AUT  | letzte 32     | Silber        |            |      |
| CHN     | Pro Tour              | 1999 | Bremen          | GER  | letzte 32     | Viertelfinale |            |      |
| CHN     | Pro Tour              | 1999 | Kobe City       | JPN  | Rd 1          | Gold          |            |      |
| CHN     | Pro Tour              | 1999 | Guilin          | CHN  | Viertelfinale | Viertelfinale |            |      |
| CHN     | Pro Tour              | 1998 | Sundsvall       | SWE  |               | Gold          |            |      |
| CHN     | Pro Tour              | 1998 | Belgrad         | YUG  | Rd 1          | Gold          |            |      |
| CHN     | Pro Tour              | 1998 | Courmayeur      | ITA  |               | Silber        |            |      |
| CHN     | Pro Tour              | 1998 | Beirut          | LIB  | letzte 16     | Gold          |            |      |
| CHN     | Pro Tour              | 1998 | Jinan City      | CHN  | letzte 16     | Gold          |            |      |
| CHN     | Pro Tour              | 1998 | Melbourne       | AUS  | Rd 1          | Halbfinale    |            |      |
| CHN     | Pro Tour              | 1996 | Boras           | SWE  |               | Halbfinale    |            |      |
| CHN     | Pro Tour Grand Finals | 2002 | Stockholm       | SWE  | letzte 16     | Halbfinale    |            |      |
| CHN     | Pro Tour Grand Finals | 1998 | Paris           | FRA  |               | Silber        |            |      |
| CHN     | Weltmeisterschaft     | 2003 | Paris           | FRA  |               | Halbfinale    | Halbfinale |      |
| CHN     | Weltmeisterschaft     | 2001 | Osaka           | JPN  | keine Teiln.  | keine Teiln.  | Gold       |      |
| CHN     | Weltmeisterschaft     | 1999 | Eindhoven       | NED  | keine Teiln.  | letzte 32     | Halbfinale |      |